# Чемпионат Словакии по фигурному катанию
Чемпионат Словакии по фигурному катанию (словац. Majstrovstvá Slovenskej republiky v Krasokorčuľovaní a Tancoch na Ľade, рус. Чемпионат Словацкой республики в фигурном катании и танцах на льду) — ежегодное соревнование по фигурному катанию среди словацких фигуристов. Спортсмены соревнуются в мужском и женском одиночном катании, парном фигурном катании и в спортивных танцах на льду.
В 2007 и 2008 годах, для экономии денежных средств и в связи с малым количеством спортсменов, чемпионат проводился совместно с чемпионатом Чехии, а в 2009 году к турниру присоединились спортсмены Польши, а затем и спортсмены Венгрии. И теперь турниры проходят поочерёдно в каждой из стран.

## Медалисты

### Мужчины
| Медалисты в мужском одиночном катании | Медалисты в мужском одиночном катании | Медалисты в мужском одиночном катании | Медалисты в мужском одиночном катании | Медалисты в мужском одиночном катании |                              |
| ------------------------------------- | ------------------------------------- | ------------------------------------- | ------------------------------------- | ------------------------------------- | ---------------------------- |
| Год                                   | Место проведения                      | Золото                                | Серебро                               | Бронза                                |                              |
| 1993                                  |                                       | Растислав Внучко                      |                                       |                                       |                              |
| 1994                                  |                                       | Растислав Внучко                      |                                       |                                       |                              |
| 1995                                  |                                       | Роберт Кажимир                        |                                       |                                       |                              |
| 1996                                  |                                       | Роберт Кажимир                        | не было других соревнующихся          | не было других соревнующихся          | не было других соревнующихся |
| 1997                                  |                                       | Роберт Кажимир                        | не было других соревнующихся          | не было других соревнующихся          | не было других соревнующихся |
| 1998                                  |                                       | Юрай Свьятко                          | не было других соревнующихся          | не было других соревнующихся          | не было других соревнующихся |
| 1999                                  |                                       | Роберт Кажимир                        | не было других соревнующихся          | не было других соревнующихся          | не было других соревнующихся |
| 2000                                  |                                       | Юрай Свьятко                          | Роберт Кажимир                        | не было других соревнующихся          | не было других соревнующихся |
| 2001                                  | Ружомберок                            | Роберт Кажимир                        | Юрай Свьятко                          | Михаль Лайтар                         |                              |
| 2002                                  | Флаг Словакии                         | Юрай Свьятко                          | Иван Кинчик                           | Роберт Казимир                        |                              |
| 2003                                  | Братислава                            | Юрай Свьятко                          | Лукаш Кузмьяк                         | Иван Кинчик                           |                              |
| 2004                                  | Братислава                            | Юрай Свьятко                          | Тарас Раец                            | Иван Кинчик                           |                              |
| 2005                                  | Флаг Словакии                         | Игорь Маципура                        | Юрай Свьятко                          | Иван Кинчик                           |                              |
| 2006                                  | Кошице                                | Юрай Свьятко                          | Иван Кинчик                           | не было других соревнующихся          |                              |
| 2007                                  | Либерец                               | Игорь Маципура                        | Иван Кинчик                           | не было других соревнующихся          |                              |
| 2008                                  | Тренчин                               | Игорь Маципура                        | Якуб Стробл                           | Тарас Раец                            |                              |
| 2009                                  | Тршинец                               | Пётр Рейтмаер                         | Тарас Раец                            | Якуб Стробл                           |                              |
| 2010                                  | Цешин                                 | Пётр Рейтмаер                         | не было других соревнующихся          | не было других соревнующихся          |                              |
| 2011                                  | Жилина                                | Якуб Стробл                           | не было других соревнующихся          | не было других соревнующихся          |                              |
| 2012                                  | Острава                               | Тарас Раец                            | Якуб Стробл                           | не было других соревнующихся          |                              |
| 2013                                  | Цешин                                 | Марко Клепоч                          | не было других соревнующихся          | не было других соревнующихся          |                              |
| 2014                                  | Братислава                            | Марко Клепоч                          | не было других соревнующихся          | не было других соревнующихся          |                              |
| 2015                                  | Будапешт                              | Марко Клепоч                          | Якуб Кршнак                           | не было других соревнующихся          | не было других соревнующихся |
| 2016                                  | Тршинец                               | Михал Нейман                          | Якуб Кршнак                           | Марко Клепоч                          |                              |
| 2017                                  | Катовице                              | Якуб Кршнак                           | Михал Нейман                          | Марко Клепоч                          |                              |
| 2018                                  | Кошице                                | Михал Нейман                          | Якуб Кршнак                           | Марко Клепоч                          |                              |
| 2019                                  | Будапешт                              | Марко Клепоч                          | Михал Нейман                          | не было других соревнующихся          | не было других соревнующихся |
| 2020                                  | Острава                               | Михал Нейман                          | Марко Клепоч                          | не было других соревнующихся          | не было других соревнующихся |

### Женщины
| Медалисты в женском одиночном катании | Медалисты в женском одиночном катании | Медалисты в женском одиночном катании | Медалисты в женском одиночном катании | Медалисты в женском одиночном катании |                              |
| ------------------------------------- | ------------------------------------- | ------------------------------------- | ------------------------------------- | ------------------------------------- | ---------------------------- |
| Год                                   | Место проведения                      | Золото                                | Серебро                               | Бронза                                |                              |
| 1993                                  |                                       |                                       |                                       |                                       |                              |
| 1994                                  |                                       | Занета Штефаникова                    |                                       |                                       |                              |
| 1995                                  |                                       | Зузана Паурова                        |                                       |                                       |                              |
| 1996                                  |                                       | Зузана Паурова                        |                                       |                                       |                              |
| 1997                                  |                                       | Зузана Паурова                        | не было других соревнующихся          | не было других соревнующихся          | не было других соревнующихся |
| 1998                                  |                                       | Зузана Паурова                        | не было других соревнующихся          | не было других соревнующихся          | не было других соревнующихся |
| 1999                                  |                                       | Зузана Паурова                        | не было других соревнующихся          | не было других соревнующихся          | не было других соревнующихся |
| 2000                                  |                                       | Дияна Яностакова                      | Сильвия Кончокова                     | не было других соревнующихся          | не было других соревнующихся |
| 2001                                  | Ружомберок                            | Зузана Бабьякова-Паурова              | Диана Яностакова                      | Луца Старовичова                      |                              |
| 2002                                  | Флаг Словакии                         | Зузана Бабьякова                      | Диана Яностакова                      | Луца Старовичова                      |                              |
| 2003                                  | Братислава                            | Зузана Бабьякова                      | Симона Очелкова                       | Луца Старовичова                      |                              |
| 2004                                  | Братислава                            | Зузана Бабьякова                      | Жаклин Беленыэсиова                   | Луца Старовичова                      |                              |
| 2005                                  | Флаг Словакии                         | Жаклин Беленыэсиова                   | Силвья Концокова                      | Луца Старовичова                      |                              |
| 2006                                  | Кошице                                | Жаклин Беленыэсиова                   | Силвья Концокова                      | Виктория Филипова                     |                              |
| 2007                                  | Либерец                               | Радка Бартова                         | Жаклин Беленыэсиова                   | Катарина Бабалова                     |                              |
| 2008                                  | Тренчин                               | Жаклин Беленыэсиова                   | Радка Бартова                         | Ивана Рейтмаерова                     |                              |
| 2009                                  | Тршинец                               | Ивана Рейтмаерова                     | Александра Кунова                     | Радка Бартова                         |                              |
| 2010                                  | Цешин                                 | Ивана Рейтмаерова                     | Александра Кунова                     | Каролина Сыкорова                     |                              |
| 2011                                  | Жилина                                | Александра Кунова                     | Каролина Сыкорова                     | Каролина Гутова                       |                              |
| 2012                                  | Острава                               | Моника Симанчикова                    | Николь Райичова                       | Александра Кунова                     |                              |
| 2013                                  | Цешин                                 | Николь Райичова                       | Александра Кунова                     | Доминика Мурцкова                     |                              |
| 2014                                  | Братислава                            | Бронислава Добиасова                  | Моника Симанчикова                    | Александра Кунова                     |                              |
| 2015                                  | Будапешт                              | Николь Райичова                       | Бронислава Добиасова                  | Александра Кунова                     |                              |
| 2016                                  | Тршинец                               | Николь Райичова                       | Александра Гагарова                   | Нина Летенайёва                       |                              |
| 2017                                  | Катовице                              | Николь Райичова                       | Бронислава Добиасова                  | Александра Гагарова                   |                              |
| 2018                                  | Кошице                                | Сильва Хугеч                          | Нина Летенайёва                       | Мария-София Пухерова                  |                              |
| 2019                                  | Будапешт                              | Николь Райичова                       | Сильва Хугеч                          | не было других соревнующихся          | не было других соревнующихся |
| 2020                                  | Острава                               | Эма Добошова                          | Клаудия Мифковичова                   | Бьянка Србецка                        |                              |

### Пары
| Медалисты в парном катании | Медалисты в парном катании | Медалисты в парном катании            | Медалисты в парном катании          | Медалисты в парном катании   |
| -------------------------- | -------------------------- | ------------------------------------- | ----------------------------------- | ---------------------------- |
| Год                        | Место проведения           | Золото                                | Серебро                             | Бронза                       |
| 1993—1996                  |                            | не было участников                    | не было участников                  | не было участников           |
| 1997                       |                            | Ольга Бестендигова / Йозеф Бестандиг  |                                     |                              |
| 1998                       |                            | Ольга Бестендигова / Йозеф Бестандиг  |                                     |                              |
| 1999                       |                            | Ольга Бестендигова / Йозеф Бестандиг  |                                     |                              |
| 2000                       |                            | Ольга Бестендигова / Йозеф Бестандиг  |                                     |                              |
| 2001                       | Ружомберок                 | Ольга Бестендигова / Йозеф Бестандиг  | Диана Рискова / Владимир Футас      | не было других соревнующихся |
| 2002                       | Флаг Словакии              | Ольга Бестендигова / Йозеф Бестандиг  | Мария Герассименко / Владимир Футас |                              |
| 2003                       | Брно                       | Мария Герассименко / Владимир Футас * | не было других соревнующихся        | не было других соревнующихся |
| 2004                       | Братислава                 | Милица Брозович / Владимир Футас      | не было других соревнующихся        | не было других соревнующихся |
| 2005                       | Флаг Словакии              | Ольга Бестендигова / Йозеф Бестандиг  | Милица Брозовиц / Владимир Футас    |                              |
| 2006                       | Кошице                     | не было участников                    | не было участников                  | не было участников           |
| 2007                       | Либерец                    | не было участников                    | не было участников                  | не было участников           |
| 2008                       | Тренчин                    | не было участников                    | не было участников                  | не было участников           |
| 2009                       | Тршинец                    | Габриэла Черманова / Мартин Ганулак   | не было других соревнующихся        | не было других соревнующихся |
| 2010                       | Цешин                      | Габриэла Черманова / Мартин Ганулак   | не было других соревнующихся        | не было других соревнующихся |
| 2011—2020                  | не было участников         | не было участников                    | не было участников                  | не было участников           |

- В 2003 году словацкая спортивная пара Мария Герассименко и Владимир Футас соревновалась в чемпионате Чехии[1].

### Танцы
| Медалисты в танцах на льду | Медалисты в танцах на льду     | Медалисты в танцах на льду         | Медалисты в танцах на льду     | Медалисты в танцах на льду     |
| -------------------------- | ------------------------------ | ---------------------------------- | ------------------------------ | ------------------------------ |
| Год                        | Место проведения               | Золото                             | Серебро                        | Бронза                         |
| 1993                       |                                | Вера Порачова / Павел Порач        |                                |                                |
| 1994                       |                                | Вера Порачова / Павел Порач        |                                |                                |
| 1995                       | не было участников             | не было участников                 | не было участников             | не было участников             |
| 1996                       |                                | Зузана Бабушикова / Мариан Месароc |                                |                                |
| 1997                       |                                | Бибьяна Полячкова / Мариан Месароc |                                |                                |
| 1998                       |                                | Зузана Мерзова / Томас Морбахер    |                                |                                |
| 1999                       |                                | Зузана Дурковска / Мариан Месарос  |                                |                                |
| 2000                       |                                | Зузана Дурковска / Мариан Месарос  |                                |                                |
| 2001                       | Ружомберок                     | Зузана Дурковская / Мариан Месарос | не было других соревнующихся   | не было других соревнующихся   |
| 2002                       |                                | Зузана Дурковская / Ота Яндейсек   |                                |                                |
| 2003                       | не было участников             | не было участников                 | не было участников             | не было участников             |
| 2004                       | Братислава                     | Ивана Длгополчекова / Гинек Билек  | не было других соревнующихся   | не было других соревнующихся   |
| 2005—2008                  | не было участников             | не было участников                 | не было участников             | не было участников             |
| 2009                       | Тршинец                        | Никола Вишнёва / Лукаш Цолли       | не было других соревнующихся   | не было других соревнующихся   |
| 2010                       | Цешин                          | Никола Вишнёва / Лукаш Цолли       | не было других соревнующихся   | не было других соревнующихся   |
| 2011                       | Жилина                         | Никола Вишнёва / Лукаш Цолли       | не было других соревнующихся   | не было других соревнующихся   |
| 2012                       | Острава                        | Федерика Теста / Лукаш Цолли       | не было других соревнующихся   | не было других соревнующихся   |
| 2013                       | не было участников             | не было участников                 | не было участников             | не было участников             |
| 2014                       | Братислава                     | Федерика Теста / Лукаш Цолли       | не было других соревнующихся   | не было других соревнующихся   |
| 2015                       | Будапешт                       | Федерика Теста / Лукаш Цолли       | не было других соревнующихся   | не было других соревнующихся   |
| 2016                       | Тршинец                        | Федерика Теста / Лукаш Цолли       | не было других соревнующихся   | не было других соревнующихся   |
| 2017                       | Катовице                       | Луция Мысливечкова / Лукаш Цолли   | не было других соревнующихся   | не было других соревнующихся   |
| 2018                       | Кошице                         | Луция Мысливечкова / Лукаш Цолли   | не было других соревнующихся   | не было других соревнующихся   |
| 2019—2020                  | не было участников в этом виде | не было участников в этом виде     | не было участников в этом виде | не было участников в этом виде |